# Sipco Basseleur
Sipko Basseleur, (Bolsward, 10 april 1746 - Leeuwarden, 8 november 1831) was een Fries advocaat en bestuurder.
Basseleur was zoon van de advocaat Yme Adriaan Basseleur (1716-1783) en burgemeestersdochter Lolkjen Sipkes Monsma. Hij bleef ongehuwd. 
Basseleur studeerde Romeins en hedendaags recht in Franeker en promoveerde daar in 1771. Namens de grietenij Franekeradeel was hij lid van de Staten van Friesland en behoorde tot de anti-prinsgezinde ultra-conservatieven. Nadat in 1783 stadhouder Willem V zich meer naar de regenten richtte, veranderden de ultra-conservatieven in Oranjegezinden. Hij was in 1786 opsteller van de door de patriotten als "bloedplakkaten" betitelde verordeningen die de vrijheid van drukpers beperkte en de exercitiegenootschappen aan banden legden. In 1795 werd Basseleur uit zijn ambt als Statenlid gezet en richtte hij zich op zijn advocatenpraktijk in Bolsward. Toen Nederland in 1814 weer een zelfstandig land werd, werd hij in maart 1814 namens het Departement Friesland benoemd tot lid van de Vergadering van Notabelen die zich uit moest spreken over het ontwerp van de Nederlandse Grondwet. Vanaf september 1814 was hij tot 1826 lid van de Provinciale Staten van Friesland namens de eigenerfden van de grietenij Hennaarderadeel. Namens het district Dronrijp werd hij opnieuw Statenlid van 1829 tot 1831. Voor zijn verdiensten werd hij benoemd tot ridder in de Orde van de Nederlandse Leeuw.